# Giorgio Turchi
Giorgio Turchi (ur. 26 października 1931 w Carpi, zm. 3 lutego 2022) – włoski piłkarz, grający na pozycji pomocnika.

## Kariera piłkarska

### Kariera klubowa
Wychowanek klubu Carpi, w barwach którego w 1949 rozpoczął karierę piłkarską. W 1951 przeszedł do Bologni. W latach 1954–1956 i 1957-1959 bronił barw Juventusu. W sezonie 1956/57 reprezentował zespół Lanerossi Vicenza. Następnie do 1962 występował w klubach Cagliari i Cesena.

### Kariera reprezentacyjna
W latach 1951–1952 występował w młodzieżowej reprezentacji Włoch.

## Sukcesy i odznaczenia

### Sukcesy klubowe
Juventus
- mistrz Włoch (1x): 1957/58
- zdobywca Pucharu Włoch (1x): 1958/59